# جویس مانسور
جویس مانسور (انگلیسی: Joyce Mansour; ۲۵ ژوئیهٔ ۱۹۲۸ – ۲۷ اوت ۱۹۸۶) شاعر و نویسنده فراواقع‌گرایی مصری- فرانسوی بود.